# Manilkara zenkeri
Manilkara zenkeri là một loài thực vật có hoa trong họ Hồng xiêm. Loài này được Lecomte ex Aubrév. & Pellegr. mô tả khoa học đầu tiên năm 1961.